# Ancien observatoire astronomique de la Marine de Nantes
L'ancien observatoire astronomique de la Marine de Nantes est un bâtiment situé au no 18 de la rue Flandres-Dunkerque-40 à Nantes, en France. Bâti au début du XIXe siècle, il fait partie des bâtiments de l'ancienne école d'hydrographie, en activité de 1827 à 1887.

## Description
L'observatoire se présente sous la forme d'une tour de quatre étages, haute de 27 m, dont la base est carrée et le toit est une terrasse, à laquelle on accède par un escalier comptant 127 marches.

## Situation
En 1827 l'emplacement de la construction se situe sur une hauteur, à la limite de la campagne et de la ville. Sans vis-à-vis, comme c'est encore le cas aujourd'hui, il s'avère être un choix pertinent pour l'usage prévu.

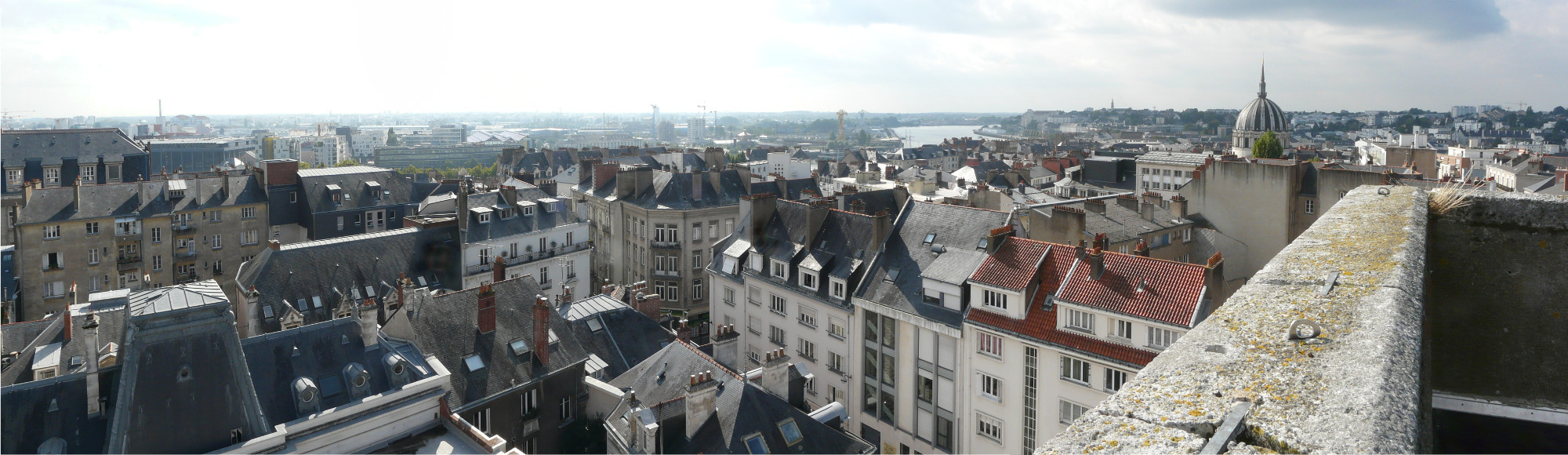
Vue panoramique sud - sud-ouest depuis la terrasse de l'ancien observatoire astronomique de la Marine. (à droite la rue Flandres-Dunkerque-40).

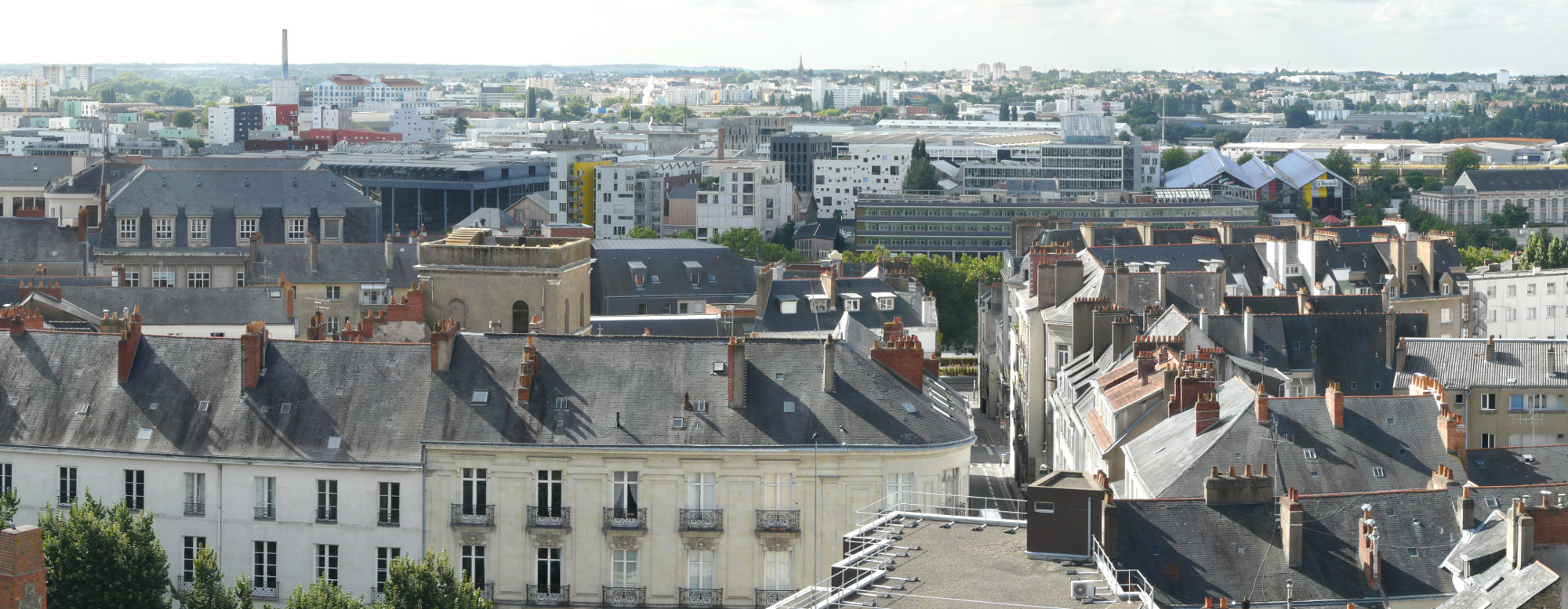
Vue sur l'ancien observatoire astronomique de la Marine depuis la tour du musée Dobrée (à droite la rue Flandres-Dunkerque-40).

À l'époque le lieu est desservi par la rue de Flandres (aujourd'hui rue Flandres-Dunkerque-40). L'amélioration de la voirie de celle-ci est accélérée par la décision de la construction de l'édifice. Idéalement située sur sa hauteur, la tour de l'observatoire reste cependant proche des installations portuaires.

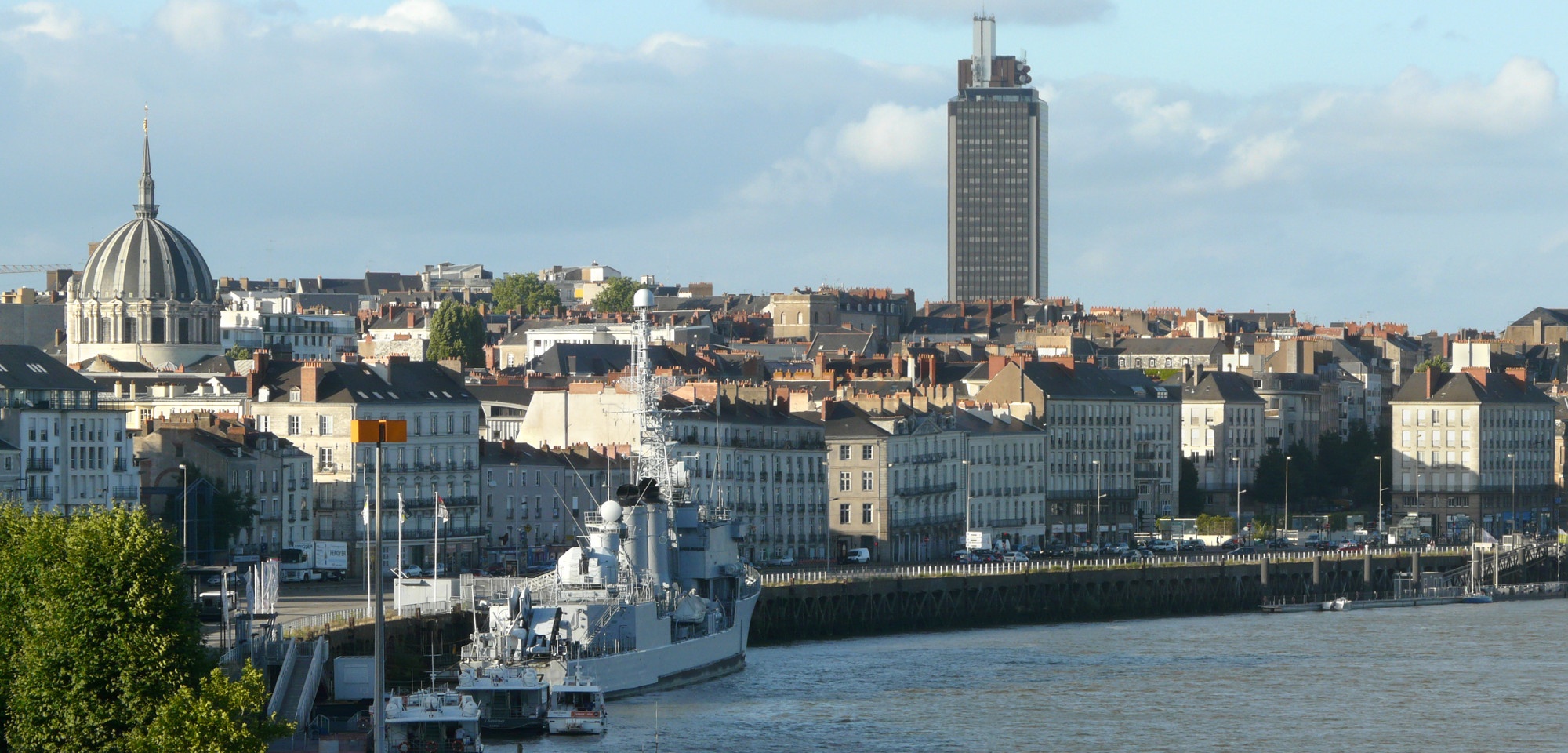
Vue depuis la butte Sainte-Anne sur (de gauche à droite) l'église Notre-Dame-de-Bon-Port, l'escorteur d'escadre Maillé-Brézé, la tour de l'ancien observatoire de la Marine, la tour Bretagne.

## Histoire

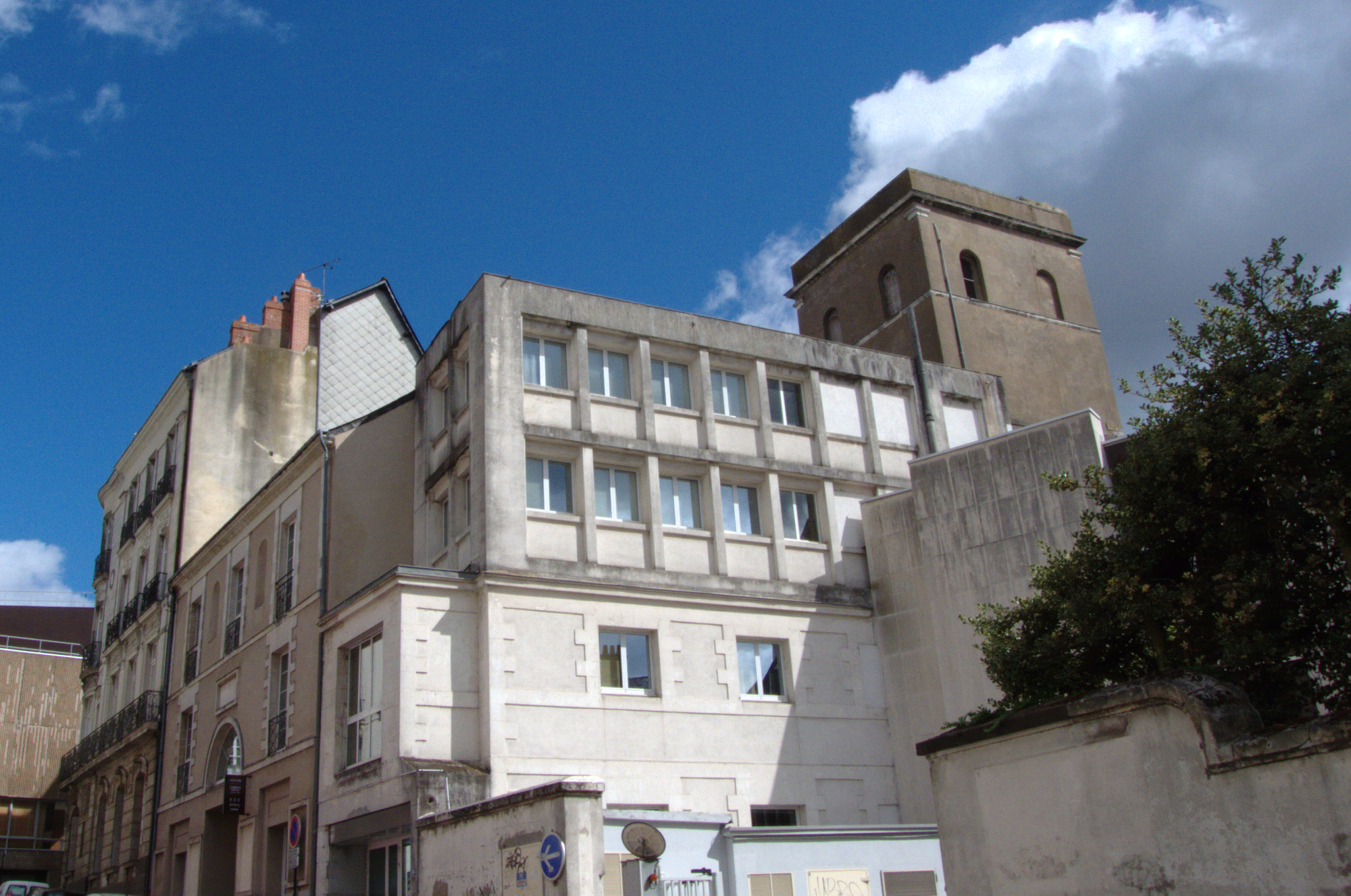
Bâtiments de l'ancienne école d'hydrographie et tour de l'observatoire (vue depuis la rue Flandres-Dunkerque-40).

Le 7 août 1825, le roi Charles X réorganise par décret les écoles d'hydrographie du royaume de France. Leur nombre et leur répartition géographique sont déterminés et un nouveau système de classement est institué. Tout comme Le Havre, Saint-Malo, Bordeaux et Marseille, Nantes fait partie du premier des quatre niveaux. Être dans cette catégorie oblige ces établissements à disposer d'un local pour dispenser les cours et d'un observatoire destiné à l'enseignement de la navigation astronomique.
En septembre 1825, Christophe de Chabrol de Crouzol, alors ministre de la Marine et des Colonies, demande aux professeurs des écoles d'hydrographie de donner de manière bi-hebdomadaire, aux ouvriers le souhaitant, des « cours publics ». Inspirés de ceux du baron Dupin, ils concernent « la géométrie et la mécanique appliquées aux arts et métiers ». Ceci augmente encore le besoin d'un nouveau bâtiment destiné à la formation.
En 1826, l'architecte Étienne Blon propose d'édifier, sur un terrain lui appartenant et loué à un prix modique, une école, comprenant une vaste salle de 600 places pour les cours publics, et un observatoire. Le loyer annuel est de 3 000 francs pour un bail de vingt, quarante ou soixante ans. C'est cette dernière proposition qui sera retenue. Le ministère de la Marine contribuera au loyer à hauteur de 2 500 francs, la ville de Nantes pour 500 francs. Cette dernière prenant à sa charge divers frais comme les appointements du concierge. Les commanditaires n'ayant pas d'autres investissements importants à faire, l'idée est rapidement acceptée et le bail est signé le 12 août 1826.
L'édifice sera inauguré le 14 août 1827. La tour, en raison de contraintes techniques liées à sa conception, est achevée le 1er octobre de la même année.
L'évolution technique rendant obsolète la formation dispensée dans l'école d'hydrographie, celle-ci ferme en 1887, le bail n'étant pas renouvelé. En 1893, la première bourse du travail de Nantes s'y installe. En 1913, c'est un cinéma (« Omnia Dobrée » puis « Royal Ciné ») qui prend place dans la grande salle de cours de l'ancienne école. Il fonctionne jusque dans les années 1960. Le bâtiment est ensuite racheté par la Caisse d'épargne.
Oubliée puisque inutilisée, la tour de l'observatoire a été « redécouverte » à la fin du XXe siècle par l'astrophotographe et historien des sciences Olivier Sauzereau. Depuis le 17 décembre 2013, la tour est inscrite à l'inventaire supplémentaire des monuments historiques. Lors de la procédure de classement, l'unicité du bâtiment a été particulièrement reconnue. En effet, il demeure à ce jour le seul observatoire astronomique de la Marine, construit spécifiquement à cet usage, encore intact en France.
Cette tour est actuellement inaccessible au public. Depuis 2008 elle est exceptionnellement ouverte lors de manifestations comme les Journées européennes du patrimoine ou la Fête de la science. Les visites sont organisées par l'association Méridienne dont le but est d'étudier, préserver et faire connaître le patrimoine scientifique de Nantes et de l'estuaire de la Loire.

## Fonctionnement et utilisations

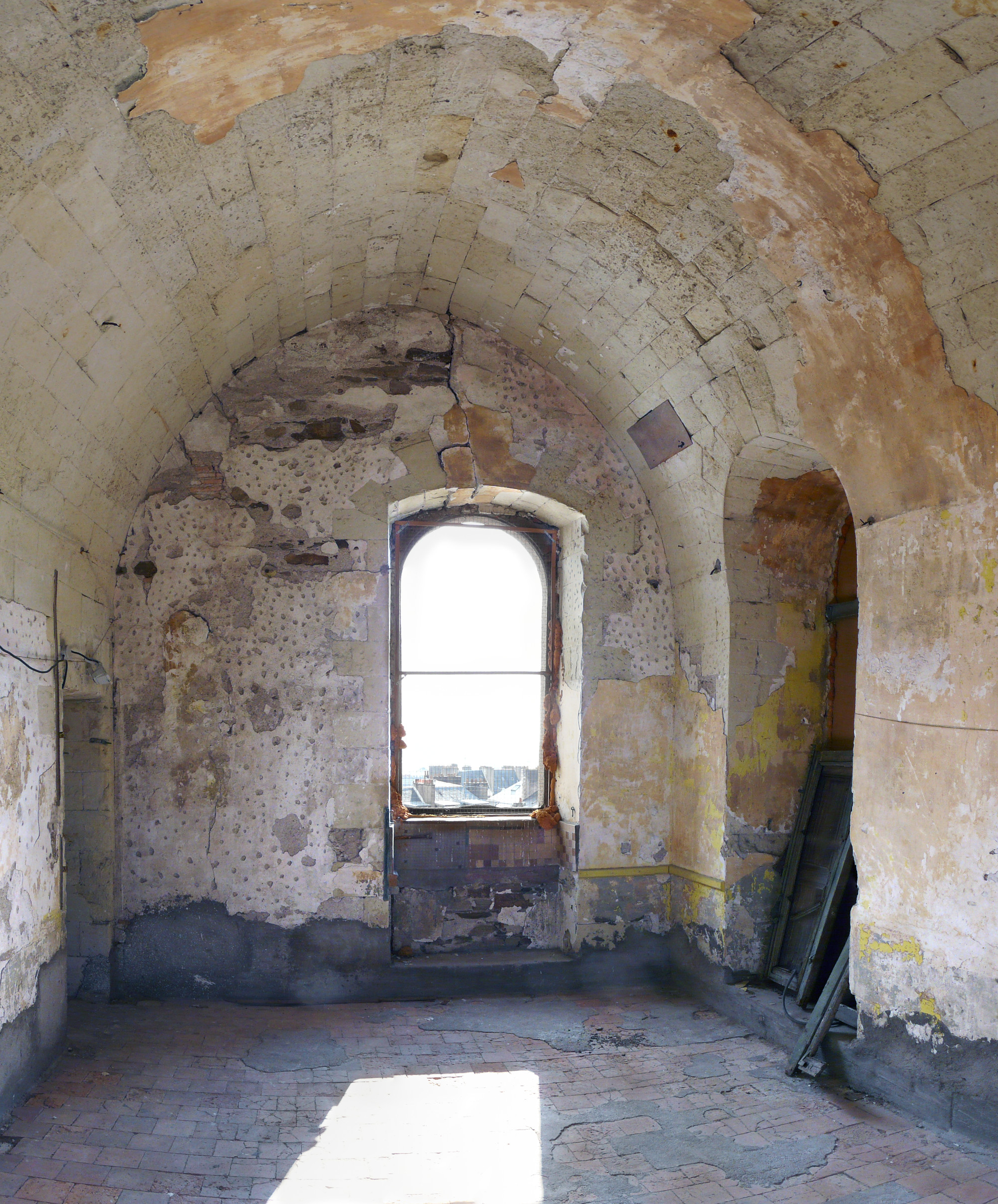
Cabinet des montres.

C'est dans la pièce du quatrième étage qu'étaient réglés les chronomètres de marine. Instruments indispensables à la navigation de l'époque, car permettant le calcul de la longitude en mer, chaque navire se devait d'en posséder un.
Pour cette raison ce genre de pièce était traditionnellement nommé « cabinet des montres ».
Dans l'embrasure de la fenêtre du côté Sud se trouvait une lunette méridienne avec laquelle, par l'observation régulière de certaines étoiles, il était possible d'obtenir une heure précise de référence. Cette heure servant à ajuster le régulateur astronomique (à ne pas confondre avec une horloge astronomique) de Berthoud et par là-même à contrôler la bonne marche des chronomètres de marine.

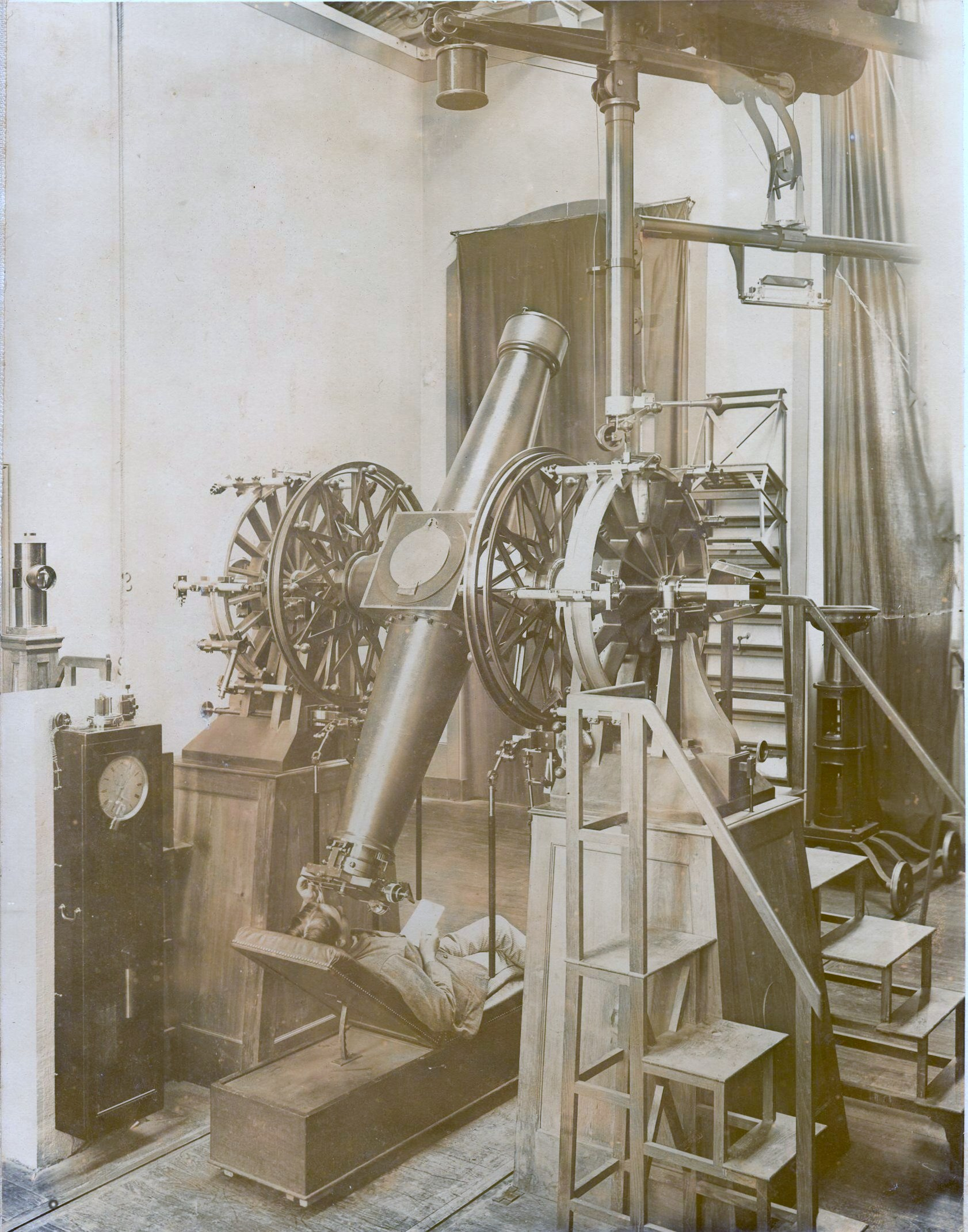
Lunette méridienne.
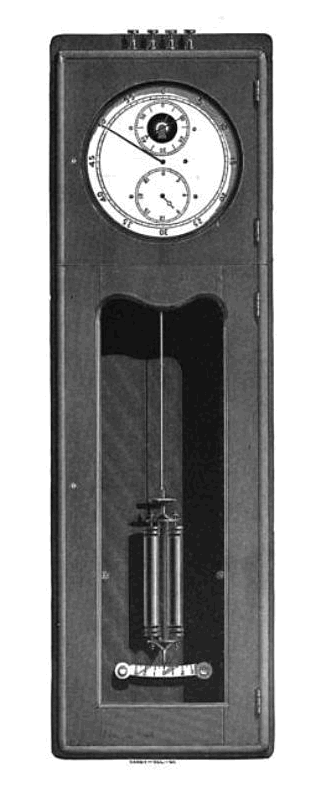
Régulateur astronomique de l'Observatoire Lick de San José aux États-Unis en 1887.
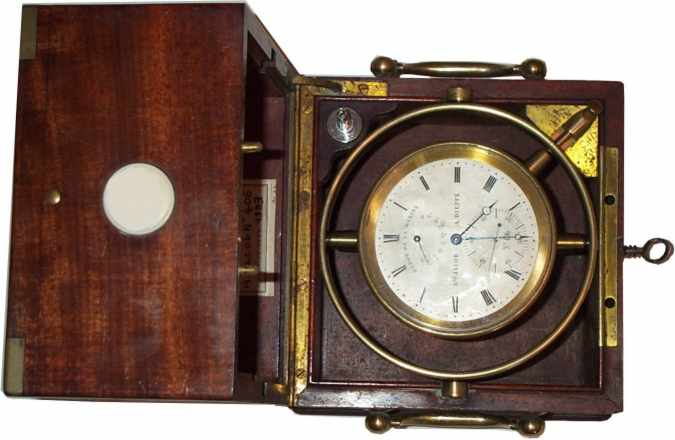
Chronomètre de marine

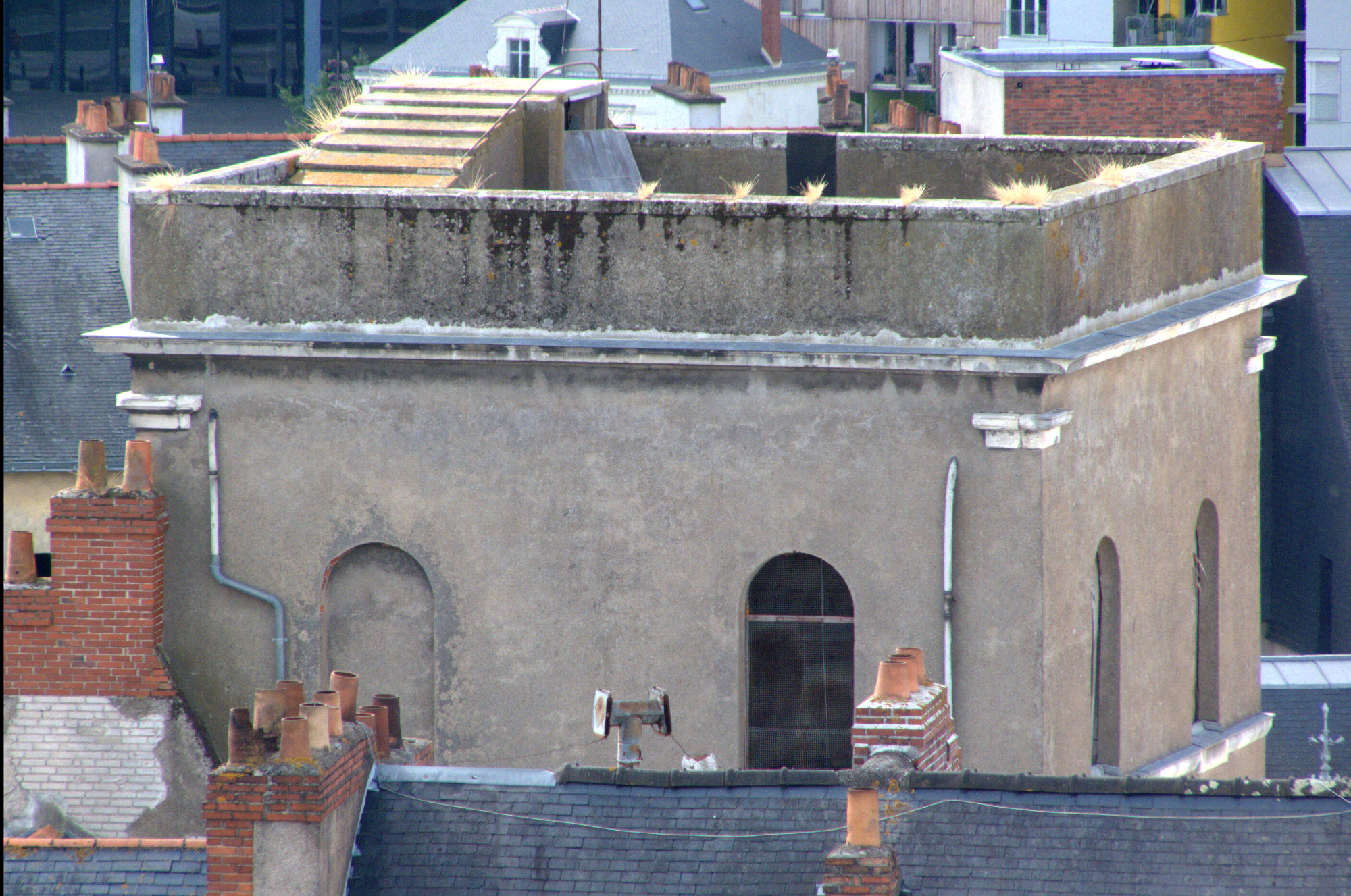
Terrasse et dernier étage de l'observatoire (vue de la tour du musée Dobrée).

La terrasse servait quant à elle à différentes observations astronomiques, dont certaines exceptionnelles comme l'éclipse solaire annulaire du 15 mai 1836 observée et relatée par Jean-Marie Bachelot de La Pylaie. Elle était également utilisée pour l'initiation des élèves de l'école d'hydrographie à la pratique de la navigation astronomique.

Schéma d'un sextant de marine.
Utilisation du sextant en navigation astronomique.

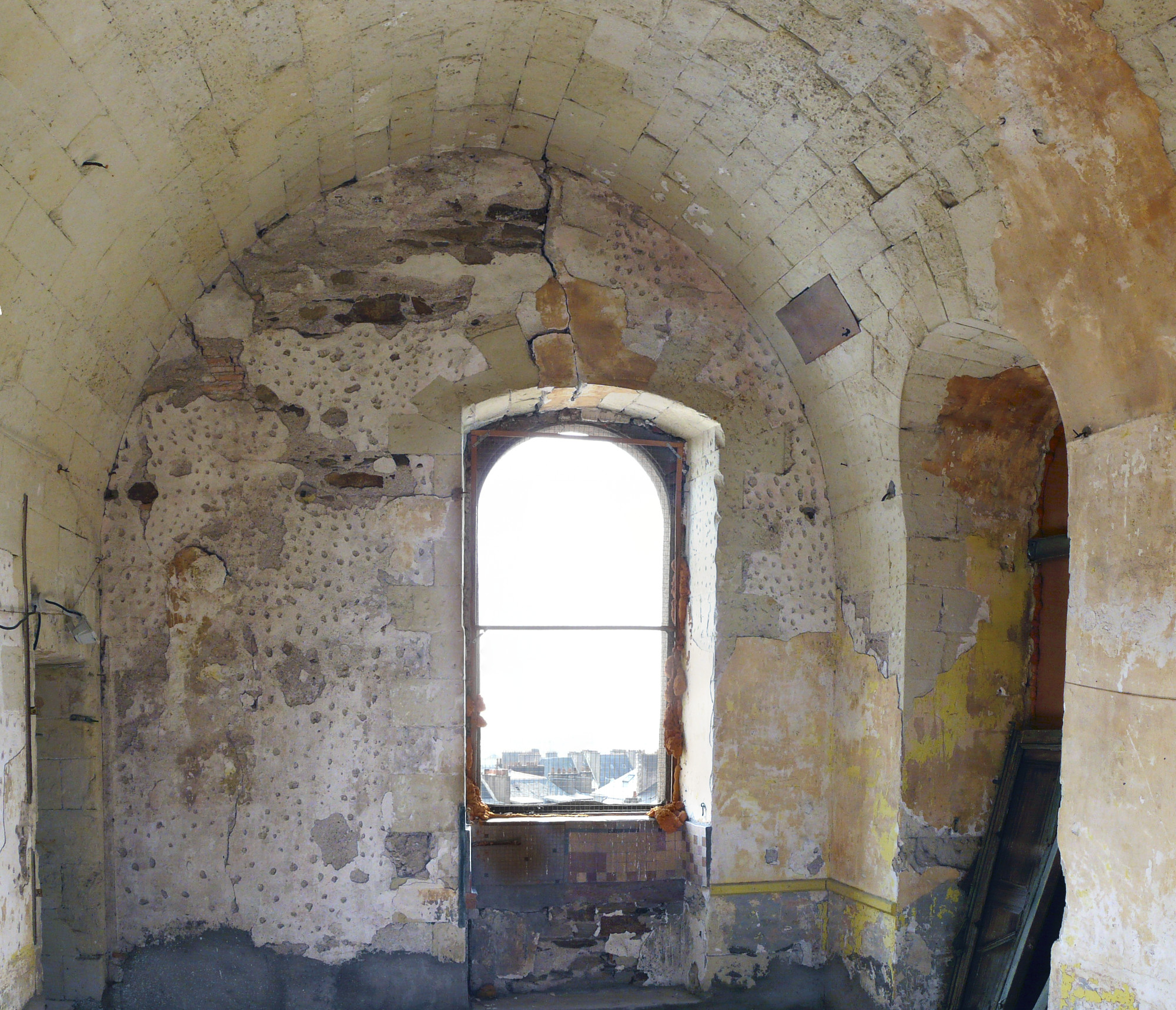
Voûtes en arcs brisés du cabinet des montres.

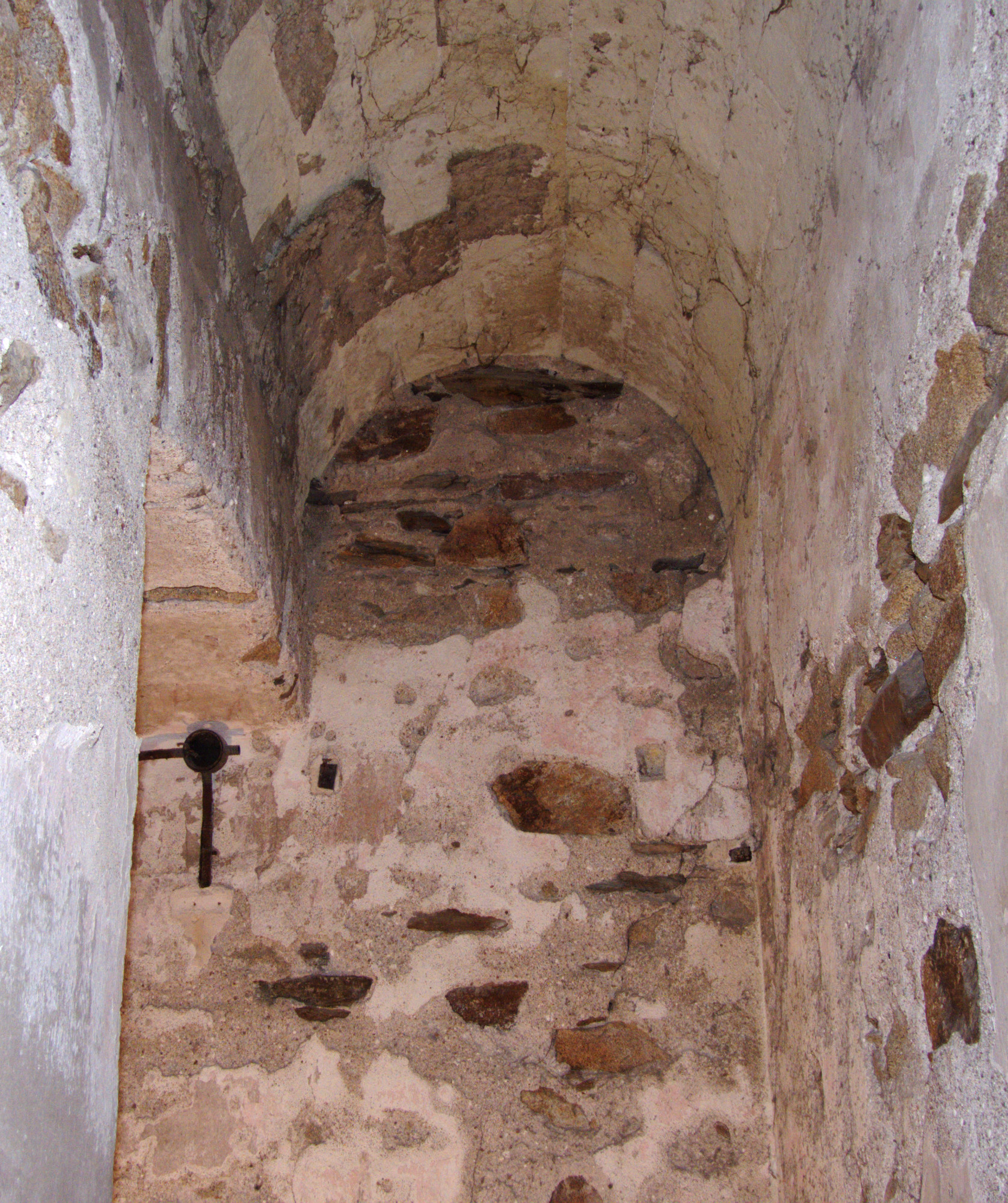
Voûte de l'escalier du troisième étage.

L'architecture des troisième et quatrième étages de la tour présente une singularité dans la présence de voûtes en arcs brisés.
Elles ont été conçues comme des amortisseurs afin d'atténuer toute source de vibrations. Le dallage au sol renforce par ailleurs la stabilité.
Grâce à cette particularité, il était possible d'assurer la précision indispensable au réglage des instruments dans le cabinet des montres et la qualité des observations astronomiques effectuées depuis la terrasse. Pendant la durée de son fonctionnement, l'observatoire servit aussi à la collecte de relevés météorologiques. 

### Peinture
La tour apparaît dans un tableau du peintre de marines nantais René Goulet (1921-2004) montrant le Régina, dernier bateau à pratiquer le commerce triangulaire, rentrant dans le port de Nantes.